# Парулава, Ия
Ия Отаровна Парулава (род. 5 февраля 1967, Тбилиси) — советская и грузинская киноактриса.

## Биография
Родилась в 1967 году в Тбилиси, Грузинская ССР. Отец — скульптор Отар Парулава.
Сниматься начала с 14 лет в телефильмах для детей «Трудное начало» (1981), «Три оплеухи» (1982).
В 1984 году поступила в Тбилисский театральном институт, курс Михаила Туманишвили.
В 1985—1990 годах снялась в ряде фильмов киностудии «Грузия-фильм».
В 1987 году принимает участие в XV-ом Московском международном кинофестивале, где в качестве председателя жюри был приглашён американский актёр Роберт Де Ниро, номинировавший её как «самую красивую женщину фестиваля».
В 1991 году уехала в США, в Лос-Анджелес, но ей так и не удалось построить там актёрскую карьеру, снялась лишь в нескольких рекламных роликах, музыкальном клипе и малозначительном фильме.
В 1998 году вернулась в Грузию, но кинокарьеру не возобновила, лишь в 2001 году снялась в главной роли в первой грузинской эротической комедии Георгия Шенгелая «Грузинский виноград» из-за чего упоминаем как «первая грузинка, которая явилась народу в кино в обнаженном виде», однако она снималась обнажённой и ранее — в советском фильме 1990 года «Роковой выстрел».
Работает телеведущей на грузинском телевидении, на Первом канале вела программы «Моя прекрасная леди», «Дневное шоу» и «Клуб бывших жён», была членом жюри ряда телешоу. С 2018 года на телеканале «Рустави 2» ведет программу «Скрытый конверт». Занимается гостиничным бизнесом — у неё отель в Тбилиси, считается местной «светской львицей».

## Личная жизнь
Официально замужем была трижды, кроме того, в прессе упоминались её личные отношения вне брака.
В юном возрасте сожительствовала с Рамазом Чантладзе, он был очень ревнив, из-за чего семья распалась.
В США вышла замуж за журналиста Киса Райзера, но внезапно решила вернуться в Грузию.
В Грузии довольно долго жила с ливанским бизнесменом Фади Асли, в то время одним из десятки влиятельных бизнесменов Грузии, пара развелась в 2010 году.
В 2013 году её фаворитом стал грузинский певец Тариэл Хосрошвили, во время телешоу «Таланты» он попросил её выйти за него замуж и в 2013 году был заключён брак.
Детей нет.

## Фильмография
- 1981 — Трудное начало — Тико
- 1982 — Три оплеухи — Тамро
- 1985 — Песня об Арсене — Потола
- 1987 — Корни — Мадлен в юности, жена Георгия
- 1989 — Праздник ожидания праздника — Роза, дочь Сурена, пианистка
- 1989 — Приближение — наследница на автомобиле
- 1989 — Прошлое всегда с нами — Мариана
- 1989 — Филипп Траум — Маргарет
- 1990 — Роковой выстрел — Ирма
- 1990 — Спираль — Марина Двали
- 1996 — Любовь & Секс и т.п. / Love & Sex etc. (США) — румынская девушка
- 2000 — Грузинский виноград / Georgische Trauben (Грузия/Германия)- Лия